# La Mise au tombeau (Le Caravage)
Vous lisez un « article de qualité » labellisé en 2017.
Pour les articles homonymes, voir La Mise au tombeau.
La Mise au tombeau est un tableau de Caravage peint entre 1602 et 1604 et conservé aux musées du Vatican à Rome. C'est l'un des tableaux les plus fameux du peintre lombard, qu'il exécute au cours de son séjour romain et qui lui vaut une critique unanimement positive dès sa création : de nombreux artistes importants en effectuent d'ailleurs des copies au fil des siècles, de Rubens jusqu'à Paul Cézanne.
La date précise de réalisation du tableau n'est pas établie, mais les historiens de l'art s'accordent de façon quasi unanime sur une fenêtre allant de 1602 à 1604, date à laquelle le tableau est effectivement en place. La création de la Mise au tombeau s'inscrit dans une période particulièrement productive durant laquelle l'artiste répond à toute une série de prestigieuses commandes de tableaux à thème religieux destinés à des églises romaines — et construit ainsi sa réputation de grand peintre, malgré son mode de vie agité qui lui vaut déjà certains démêlés avec la justice.
Il s'agit en effet d'un retable, c'est-à-dire d'un tableau destiné à orner l'autel d'une chapelle privée acquise par la famille Vittrice et sise dans la Chiesa Nuova, l'église des oratoriens à Rome. Le tableau y est accroché pendant deux siècles, jusqu'à son enlèvement en 1797 par les fonctionnaires chargés par Bonaparte de s'emparer de nombreuses œuvres d'art italiennes au titre de prises de guerre. Il revient toutefois à Rome en 1815, pour être désormais installé au Vatican.
La Mise au tombeau représente à la fois une Déposition du corps du Christ, porté par deux de ses disciples (l'apôtre Jean et Nicodème), et une Déploration où trois femmes (Marie mère du Christ, Marie de Cléophas et Marie-Madeleine) expriment le deuil de différentes façons. Le groupe de personnages se tient sur une dalle funéraire qui semble entrer dans l'espace du spectateur : c'est une œuvre dont la composition est typique de l'art de Caravage. Son aspect monumental (il mesure 3 m de haut pour 2 m de large) et sculptural renvoie à d'autres œuvres avec lesquelles la comparaison, voire la compétition semble s'imposer : la critique évoque notamment la Pietà de Michel-Ange, l'artiste auquel Caravage se mesure inlassablement. Les choix iconographiques renvoient largement à la doctrine de la Réforme catholique, portée notamment par les principes de saint Philippe Néri ; et la composition est particulièrement pensée pour inscrire la scène dans la liturgie de l'Eucharistie.

## Contexte
La toile est peinte initialement pour la Chiesa Nuova, c'est-à-dire l'église romaine des oratoriens Santa Maria in Vallicella. C'est pour Caravage une commande particulièrement prestigieuse, puisque son travail va ainsi pouvoir être admiré dans l'église romaine la plus fréquentée d'alors et en compagnie de grands noms de la peinture contemporaine comme Federico Barocci, Cesari, Scipione Pulzone et Cristoforo Roncalli. Bien que les datations précises restent l'objet d'études, c'est en tout cas à cette période que Caravage se voit successivement confier de grandes commandes publiques sous forme de tableaux d'autel, comme les tableaux de la chapelle Contarelli autour du thème de saint Matthieu.
Après avoir longtemps pensé que sa création devait être située entre 1590 et 1595, les historiens s'orientent vers un créneau nettement plus tardif (entre janvier 1602 et septembre 1604) à partir de la publication en 1922 des travaux de Lucia Lopresti, qui font état de documents permettant de mieux cerner les dates limites de livraison de l’œuvre. La commande est sans doute passée dès 1601 par Girolamo Vittrice pour décorer une chapelle latérale dédiée à la Vierge des douleurs et acquise par son oncle Pietro Vittrice, lequel est mort en mars 1600. Des documents permettent de savoir ce qui est effectivement en place dans l'église en 1602, car c'est à ce moment que celle-ci est agrandie et que la chapelle de la Pietà est en cours de rénovation — et donc sans décoration. La création du tableau se situe ainsi entre 1602 et 1604 : un document des oratoriens daté du 1er septembre 1604 fait état de son existence, ce qui prouve qu'il est déjà achevé à cette date,. La qualité « magistrale » de sa composition pousse d'ailleurs l'historienne de l'art Catherine Puglisi à estimer qu'on ne peut envisager qu'une création postérieure aux commandes Contarelli et Cerasi.
Par ailleurs, la recherche a montré au début des années 2000 que Girolamo Vittrice était marié depuis 1586 avec Orinzia Orsi, la sœur de Prospero Orsi, lequel est très proche de Caravage et possède déjà plusieurs de ses premières œuvres. Il est donc très possible, au-delà de sa célébrité déjà établie, que cette influence familiale joue dans l'attribution de la commande au peintre lombard.

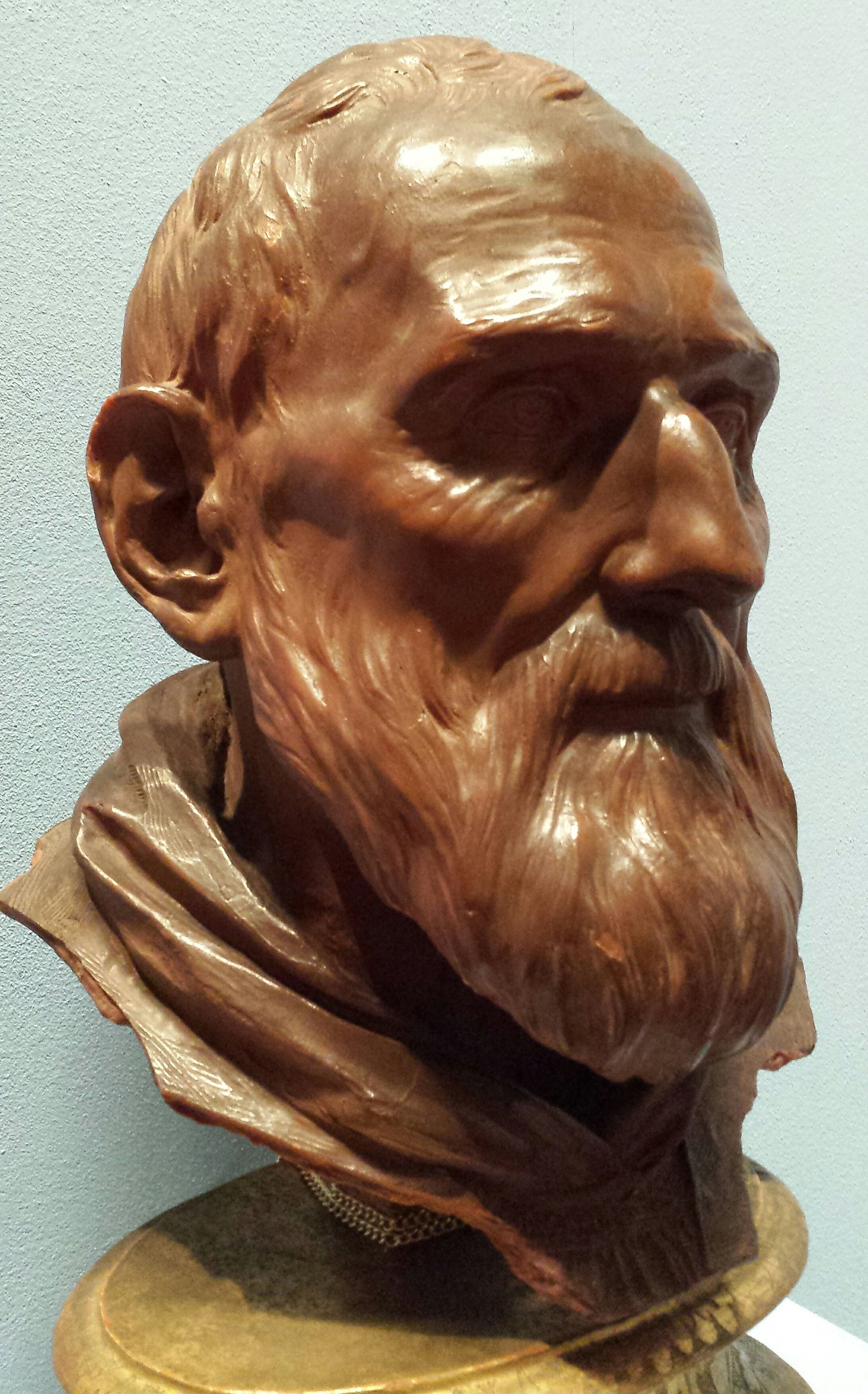
Les principes édictés par Philippe Néri exercent une influence sur les choix iconographiques de Caravage, dans le droit fil des doctrines de la Réforme catholique. Sculpture d'Alessandro Algardi, v. 1640, musée Davia Bargellini (Bologne).

Pietro Vittrice, dont la chapelle célèbre le souvenir, était fort dévot et influencé par l'enseignement de saint Philippe Néri, fondateur de l'ordre des oratoriens et dont il était l'un des plus vieux amis. Originaire de Parme, Vittrice avait été maître de la garde-robe du pape Grégoire XIII. Il est possible que l'iconographie de la Mise au tombeau ait été influencée par l'un des cardinaux érudits qui étaient proches de Vittrice et s'intéressaient déjà à Caravage ; quoi qu'il en soit, le tableau suit les indications littéraires du Rosario della Gloriosa Vergine Maria du dominicain Castellano, dont Philippe Néri possédait un exemplaire. Cette fidélité à l'esprit religieux du temps, et aux exigences formelles de la Réforme catholique, peut expliquer l'approbation immédiate des critiques. C'est en tout cas un tableau qui s'inscrit très clairement dans une tradition artistique, plus nettement que les autres commandes romaines de Caravage.
La période est néanmoins très agitée sur le plan personnel pour le peintre, qui devra d'ailleurs fuir la ville peu de mois après ; en 1604 notamment, Caravage multiplie les rixes et les provocations, et il fait même de courts séjours en prison. Malgré tout, c'est dans ce contexte qu'il produit ce tableau qui est peut-être le plus grandiose et monumental de la période — et qui provoque en tout cas l'admiration unanime.

## Description

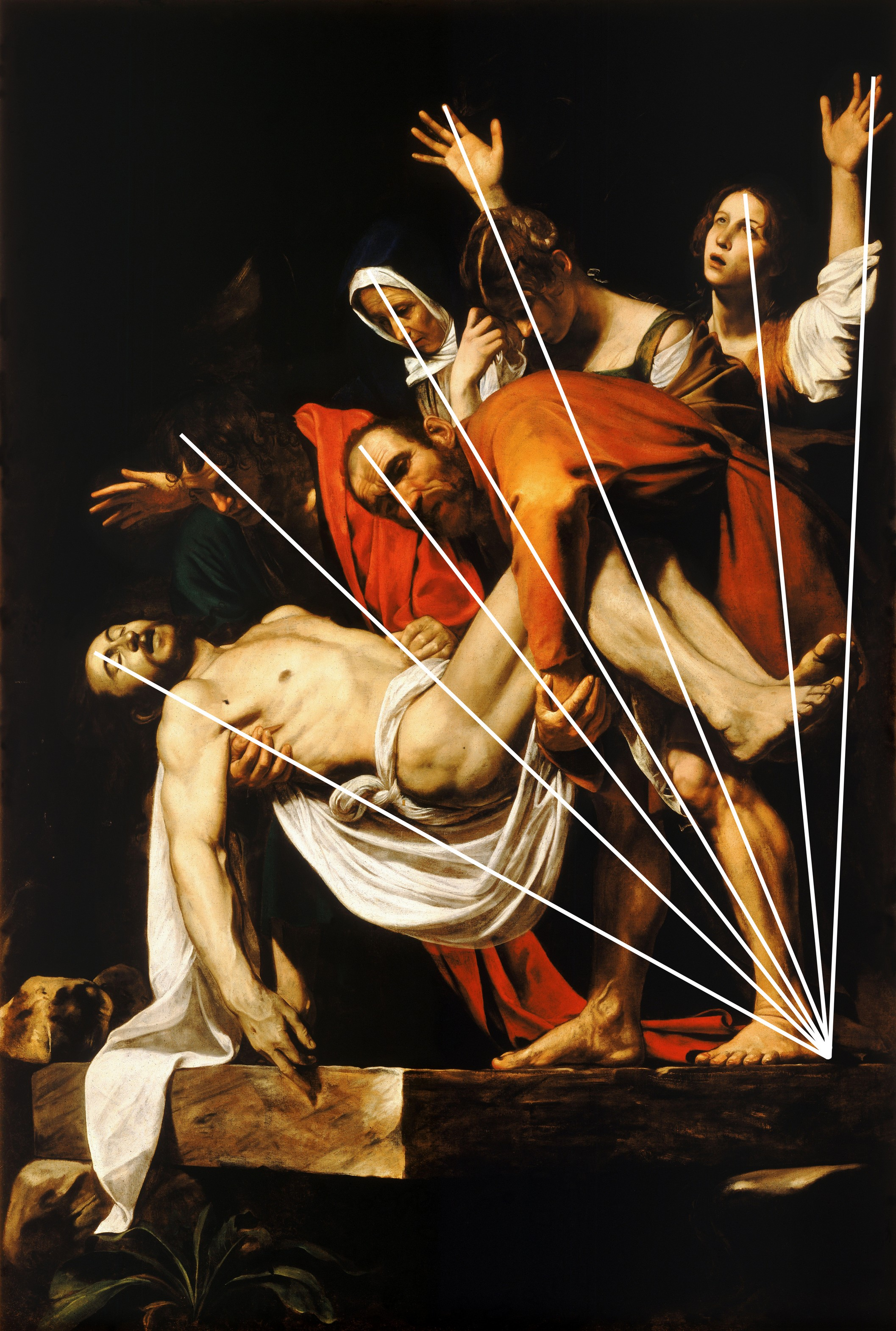
La composition s'articule autour de lignes de force qui s'unissent en un point de convergence, lui donnant puissance et harmonie.

Caravage choisit de représenter, pour ce tableau d'autel, une partie de l'office de la Passion. Au-dessus d'une lourde et inquiétante pierre funéraire, qui semble entrer dans l'espace du spectateur, se tient un groupe compact de personnages, semblables à des acteurs sur une scène surélevée. Le corps du Christ est porté par Jean et Nicodème (ou peut-être Joseph d'Arimathie) dont le regard est tourné vers le spectateur ; la scène fige l'instant où le corps va disparaître pour être déposé dans un caveau souterrain. Le tableau adopte une composition diagonale et symbolique, avec en arrière-plan l'apôtre Jean soutenant le buste du Christ, puis Marie la mère du Christ qui figure dans la verticale centrale du tableau, et enfin Marie-Madeleine et Marie de Cléophas. Marie pose un regard serein sur son fils, vers lequel elle tend sa main droite ; Marie-Madeleine maintient la tête penchée, en état de recueillement, la main sur le front, tandis que Marie de Cléophas lève les bras au ciel dans un geste de grande consternation. Au centre se tient Nicodème, vigoureusement campé sur ses jambes, la face tournée vers le spectateur et qui soutient l'imposant corps du Christ par les jambes. La main droite de Jean semble pénétrer la plaie du flanc droit du Christ.
Comme il le fait pour ses autres tableaux de groupe lors de ces années romaines, Caravage sature l'espace où vivent ses personnages, avec des figures immobiles mais d'où émane pourtant un puissant dynamisme : le schéma de composition en est une clé essentielle. La structure géométrique s'articule sur un point vers lequel convergent les lignes de force qui ordonnent la composition en diagonales, lui conférant toute sa force en même temps qu'elle en assure l'ordre et l'harmonie.

## Analyse
Tous ces personnages reposent sur la dalle du tombeau, vue depuis un de ses angles directement dans le plan du regard (vue dite da sotto in sù). Le Christ « pierre angulaire » est symbolisé par l'arête saillante de la dalle qui semble crever le tableau ; son rôle dans la dynamique du tableau est tel qu'on peut y voir un véritable « protagoniste muet » dans cette scène. Autre acteur muet, la plante sauvage et vivace que vient toucher le linceul mortuaire peut illustrer la perspective de la résurrection. L'historien de l'art Graham-Dixon souligne d'ailleurs que Pietro Vittrice, l'acquéreur de la chapelle que décore le tableau, vouait une immense vénération au suaire de Turin.
Les drapés sont très travaillés, notamment celui du linceul qui ressort vivement devant la noirceur du Calvaire : une formation rocheuse — possible allusion au sépulcre — est à peine perceptible à l'arrière-plan, tant la toile y est assombrie. La chasuble bleue et le manteau rouge de Jean, au centre, offrent également un contraste saisissant avec la blancheur de ce linceul. Roberto Longhi évoque ainsi ce jeu de couleurs : « L'ensemble, porté si près de nous, nous apparaît clair, plein de vie, menaçant : déchirant par les couleurs, aux belles dissonances délibérées de rouge, de vert, d'orange et d'outremer. »

### Éléments de référence

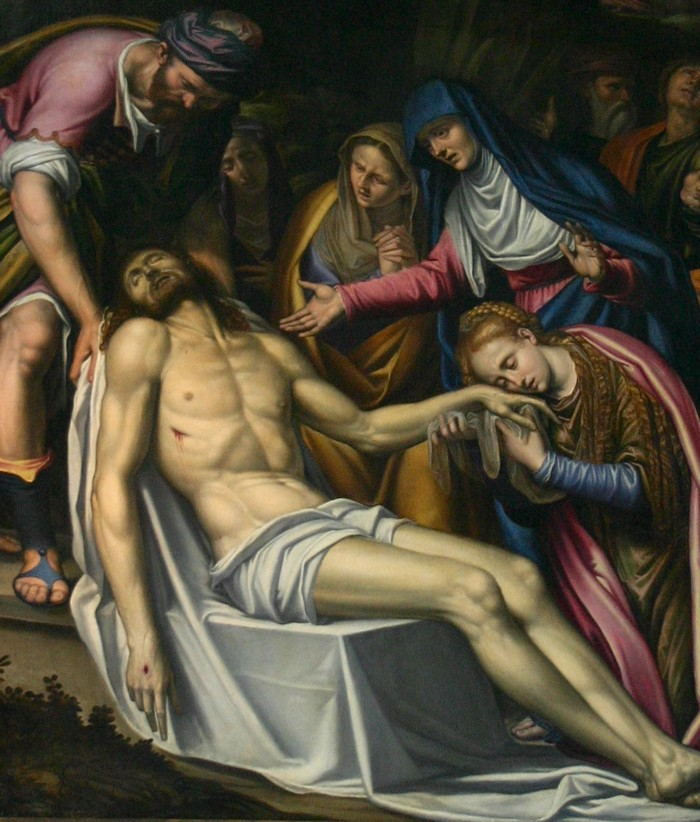
Caravage pense certainement à la Pietà de Simone Peterzano, son ancien maître, quand il compose sa Mise au tombeau.
Tableau d'autel (détail), église San Fedele, Milan.

Le thème de la Passion est l'un des plus classiques de l'époque, et a été traité par tous les grands artistes italiens depuis Giotto : en ce début de XVIIe siècle, Caravage ne manque donc pas de références possibles. Et parmi les modèles artistiques qu'il peut avoir en tête, il y a certainement le traitement du thème par Simone Peterzano, son ancien maître chez qui il a travaillé au moins quatre ans, voire six ; mais il ne peut qu'être conscient de ses formes raides et de son dessin simpliste.
En réalité, quand il compose son œuvre, Caravage pense surtout à Michel-Ange — l'un des rares artistes dont il se soit réclamé explicitement. En cohérence avec la dédicace initiale de la chapelle, il invoque délibérément la Pietà de la basilique Saint-Pierre — en particulier le bras ballant du Christ mort, avec ses veines saillantes ; mais aussi le modelé de la chair sous la main de Jean. Toutefois, la poésie doloriste de Michel-Ange est ici remplacée par une vision beaucoup plus intensément morbide car le corps mort du Christ est d'un réalisme sans fard : c'est un lourd cadavre que l'on s'épuise à porter, que Nicodème soutient de toutes ses forces et dont la main de Jean rouvre la plaie au flanc, comme par inadvertance. Cette pression de la main sur le corps du Christ, subtil détail choisi par Caravage pour renvoyer au mystère de l'Incarnation, apparaît également en écho dans deux autres tableaux quasi contemporains : Le Couronnement d'épines de Prato et La Madone des pèlerins.
Le réalisme de Caravage se retrouve aussi, de façon habituelle pour lui, dans les pieds nus du Christ et des disciples : ceux de Nicodème en particulier sont fermement plantés sur le sol et contribuent à exprimer l'effort physique qui est fourni. Par ailleurs, la mère du Christ est présentée sous les traits d'une femme âgée, ce qui correspond à la réalité alors que Michel-Ange avait suivi un chemin plus conventionnel en la représentant comme une jeune femme : Caravage rejette là encore toute forme d'idéalisation.
Nicodème peut tenir également une forte fonction symbolique sur le plan de la représentation artistique. En effet, comme le souligne l'historien de l'art Rodolfo Papa, Nicodème est réputé avoir peint le premier portrait du Christ et peut à ce titre jouer un rôle symbolique : à travers sa représentation, c'est l'artiste lui-même qui se met en scène. C'est ainsi qu'à l'instar de Titien, Michel-Ange avait prêté ses propres traits au Nicodème de son autre Pietà, la florentine : dans un nouvel écho à son homonyme et rival, Michelangelo Merisi reprend ces traits à travers le personnage de Nicodème, pour affirmer sa place et son rôle d'« artiste-témoin ».
La Mise au tombeau, dans sa composition très sculpturale et regroupée, trouve d'autres influences du côté des mises en scène polychromes des Sacri Monti et des sculptures en terre cuite du nord de l'Italie, ou des sculptures en bois des autels lombards, inspirés de modèles antiques. Il est aussi probable que Caravage ait étudié un modèle antique aussi important que le groupe Pasquin. Mina Gregori cite également des modèles plus proches, notamment la Déposition de Raphaël, et souligne que cette inscription dans une lignée d’œuvres reconnues permet sans doute au tableau de Caravage d'être accepté et apprécié sans difficulté malgré la radicalité de son naturalisme. Il est permis de penser que c'est une logique de compétition qui apparaît ici, notamment vis-à-vis de Michel-Ange auquel Caravage renvoie à travers toute son œuvre : est-il possible de rivaliser avec le chef-d’œuvre sculpté en employant les moyens propres à la peinture, ? Herwarth Röttgen, autre historien de l'art, souligne comment Caravage travaille sur la tridimensionnalité de la scène et des personnages afin d'accentuer les qualités sculpturales de son tableau.

Caravage s'inscrit dans une tradition picturale bien installée
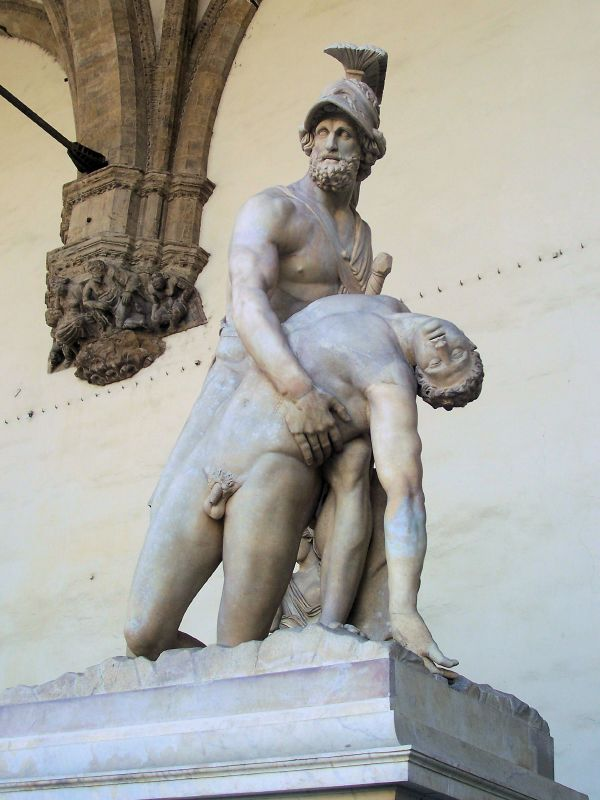
Ménélas soulevant le corps de Patrocle, marbre d'époque flavienne d'après un original grec connu sous le nom de « groupe Pasquin ». Piazza della Signoria, Florence.
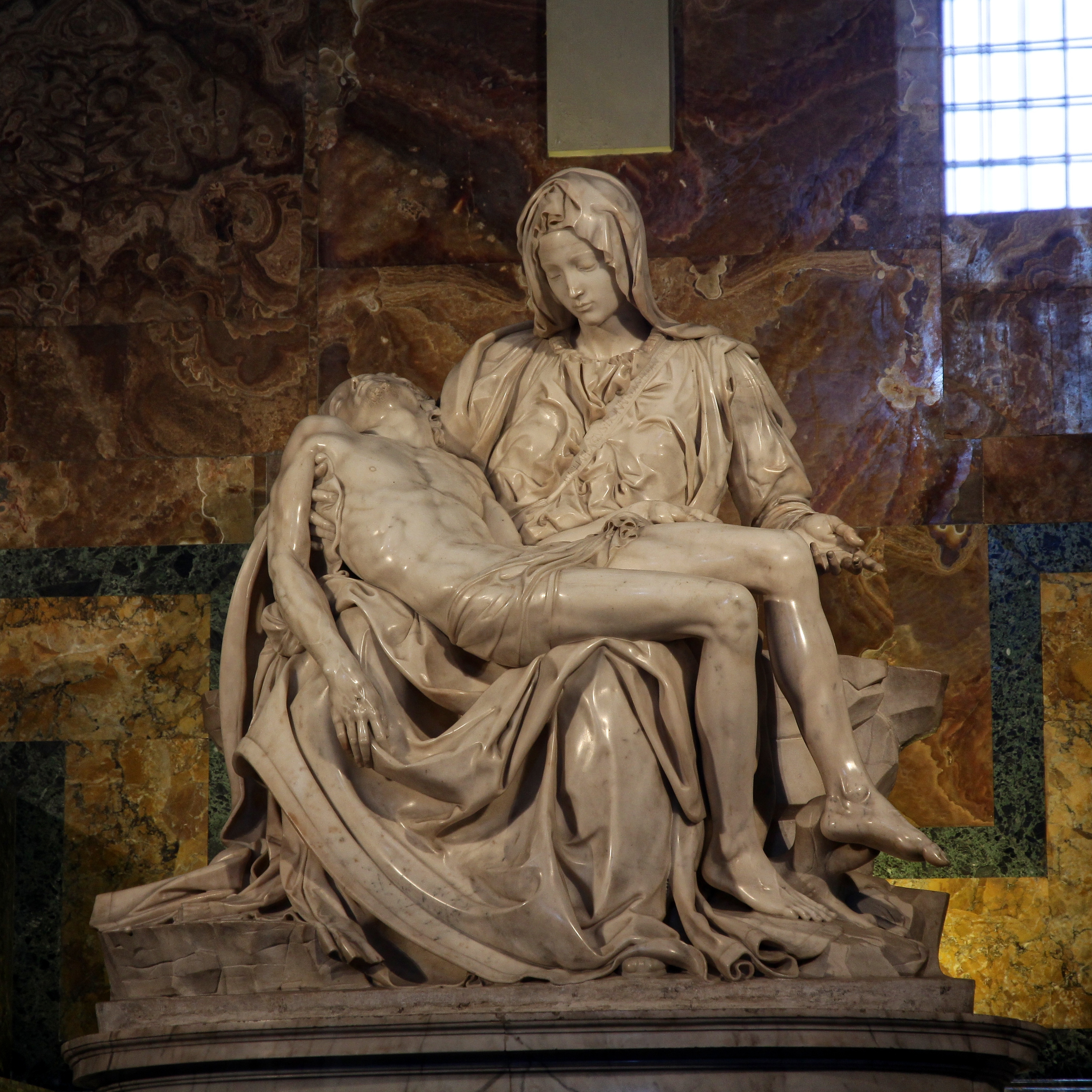
La Pietà de Michel-Ange (1498), basilique Saint-Pierre du Vatican.
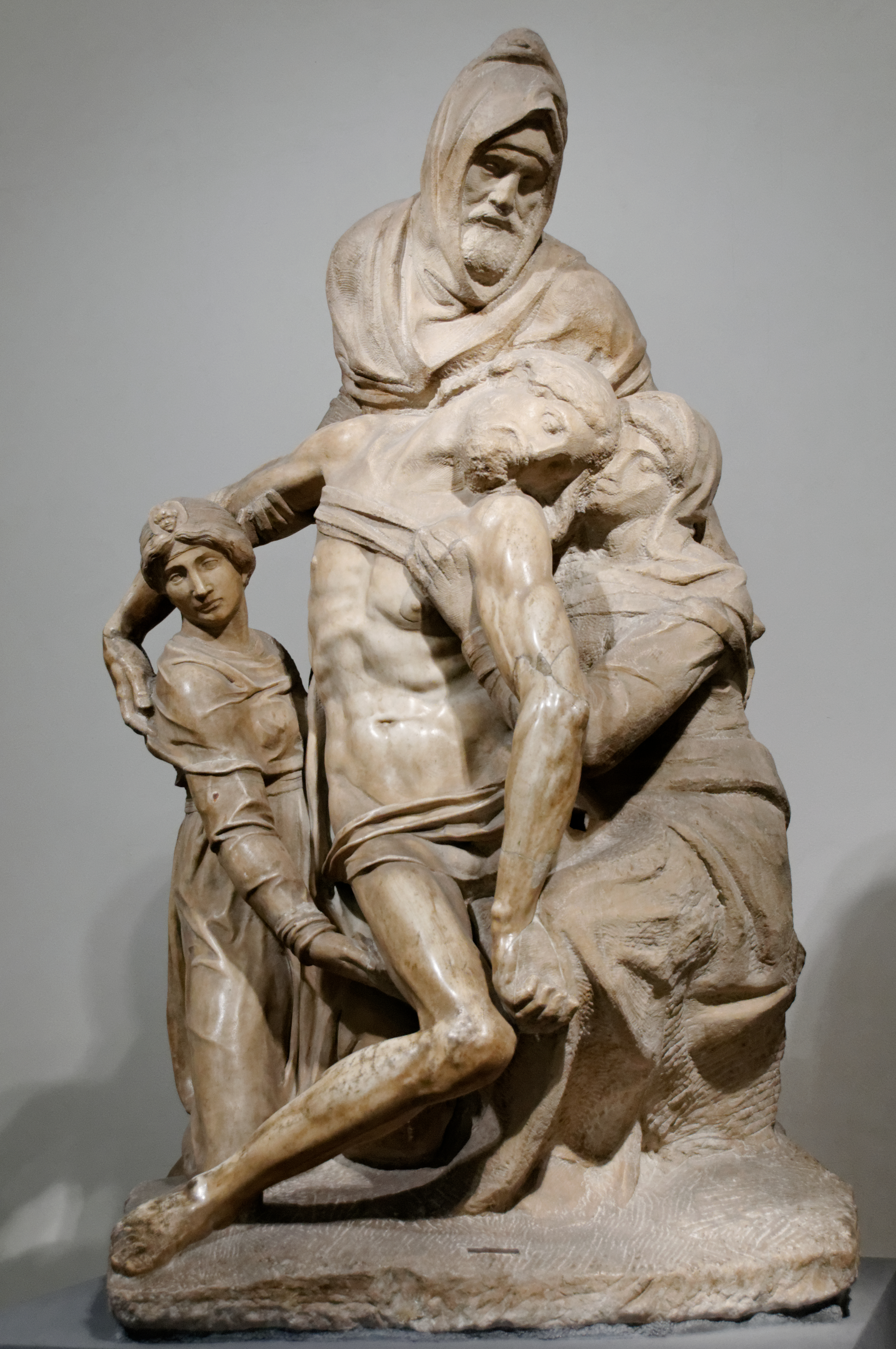
La Pietà Bandini inachevée de Michel-Ange (1547-1555), museo dell'Opera del Duomo, Florence. Nicodème y joue un rôle symbolique qui renvoie à l'artiste-témoin.
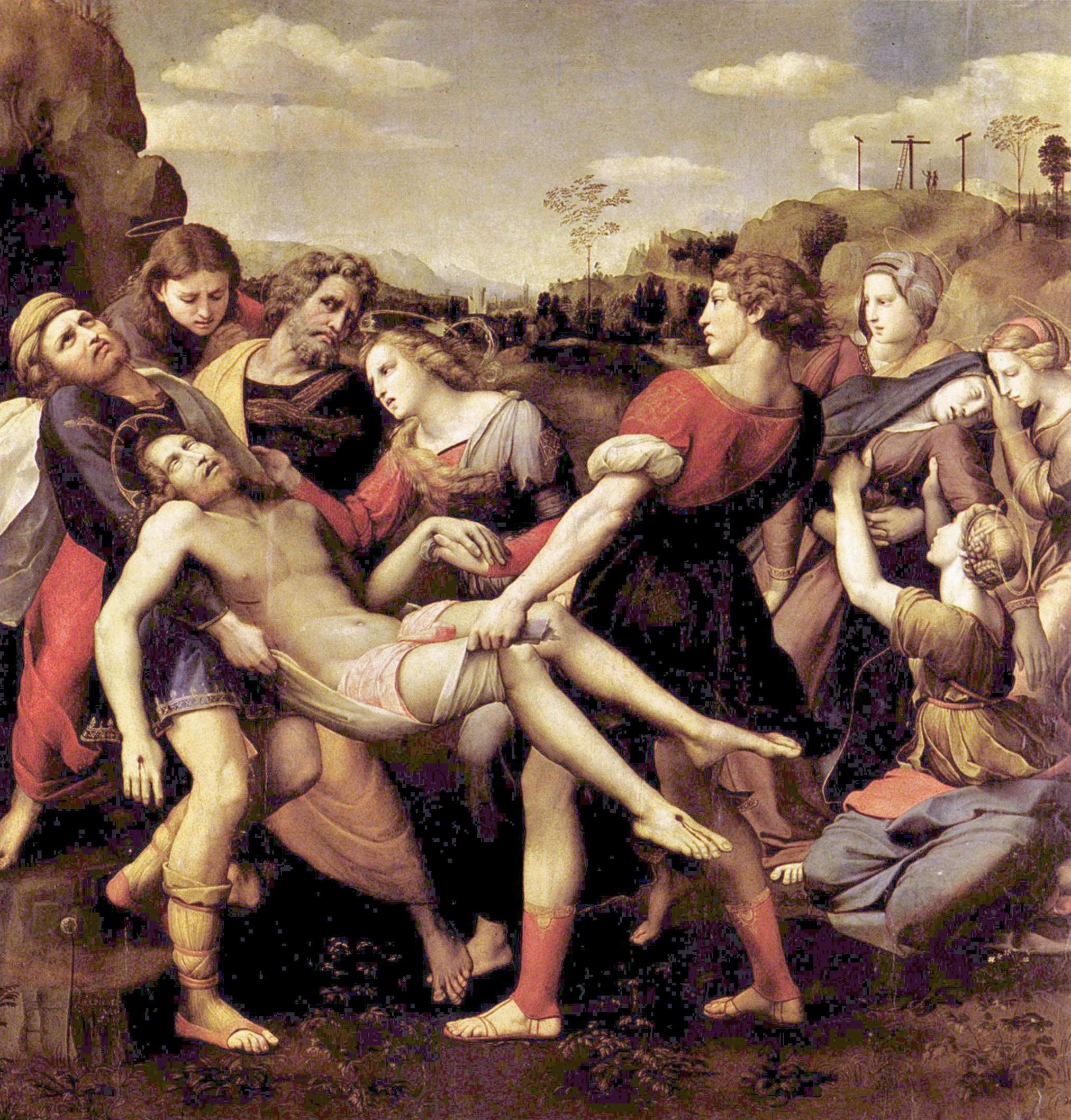
La Déposition Borghèse de Raphaël (1507), galerie Borghèse, Rome.

### Modèles féminins
Les figures de Marie de Magdala et de Marie de Cléophas, toutes deux très expressives, arborent les traits de Fillide Melandroni, modèle favori de Caravage pendant ses années romaines et âgé à cette époque d'une vingtaine d'années. L'expressivité de ces deux femmes peut même tendre vers la théâtralité, ce qui détonne avec la rhétorique réaliste radicale qui est celle de Caravage à cette époque ; mais peut-être adoucit-il quelque peu son propos après avoir essuyé certains refus et accepte-t-il certains compromis.

Fillide Melandroni, modèle récurrent pour Caravage
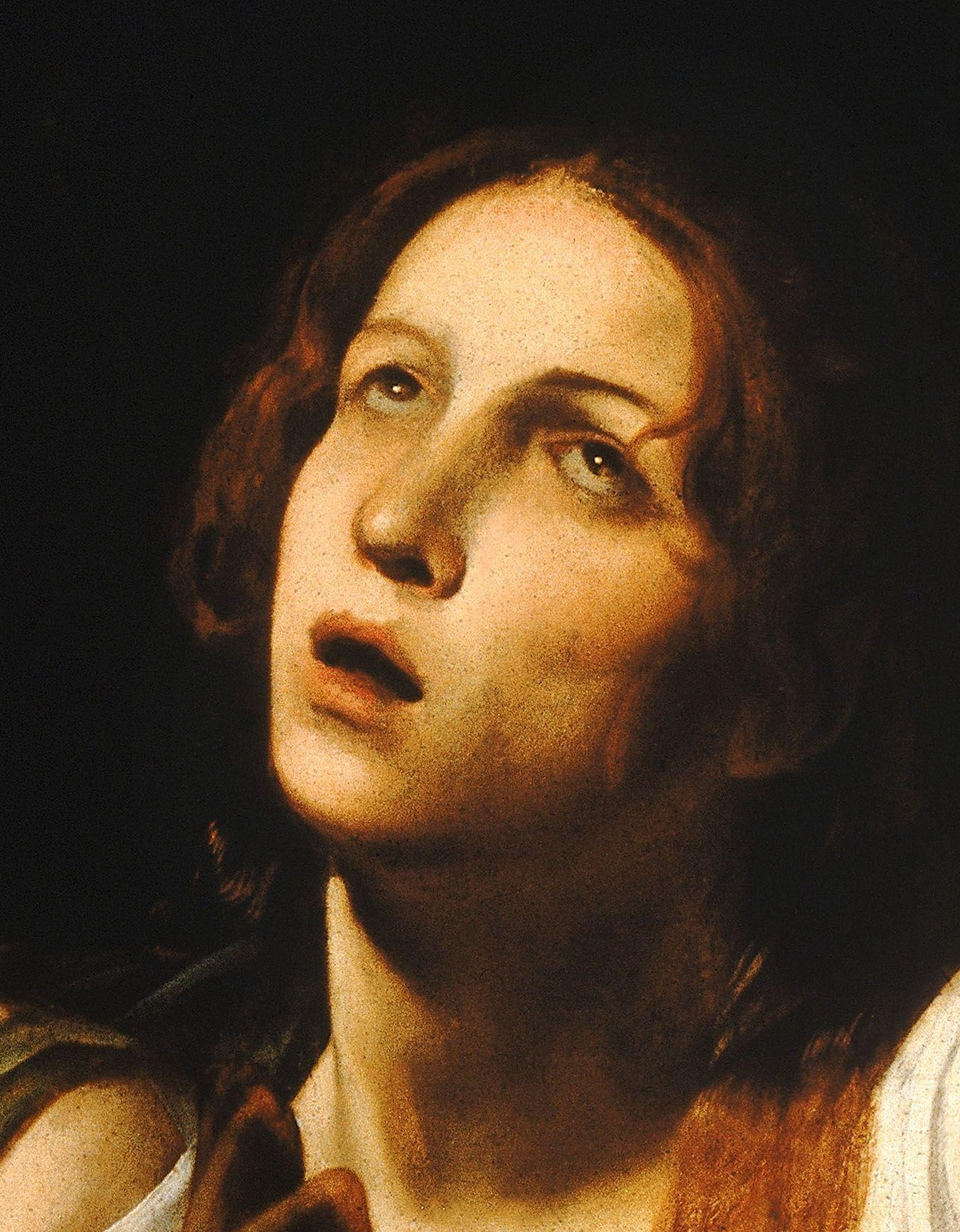
Marie de Cléophas dans la Mise au tombeau.
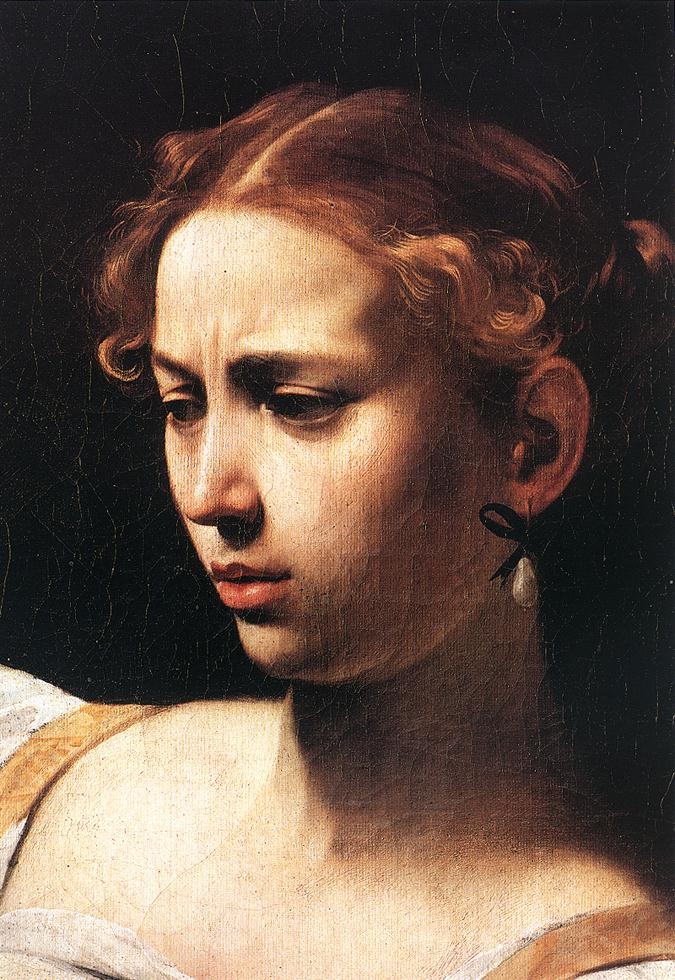
Judith dans Judith décapitant Holopherne (1599-1602, galerie nationale d'art ancien, Rome).
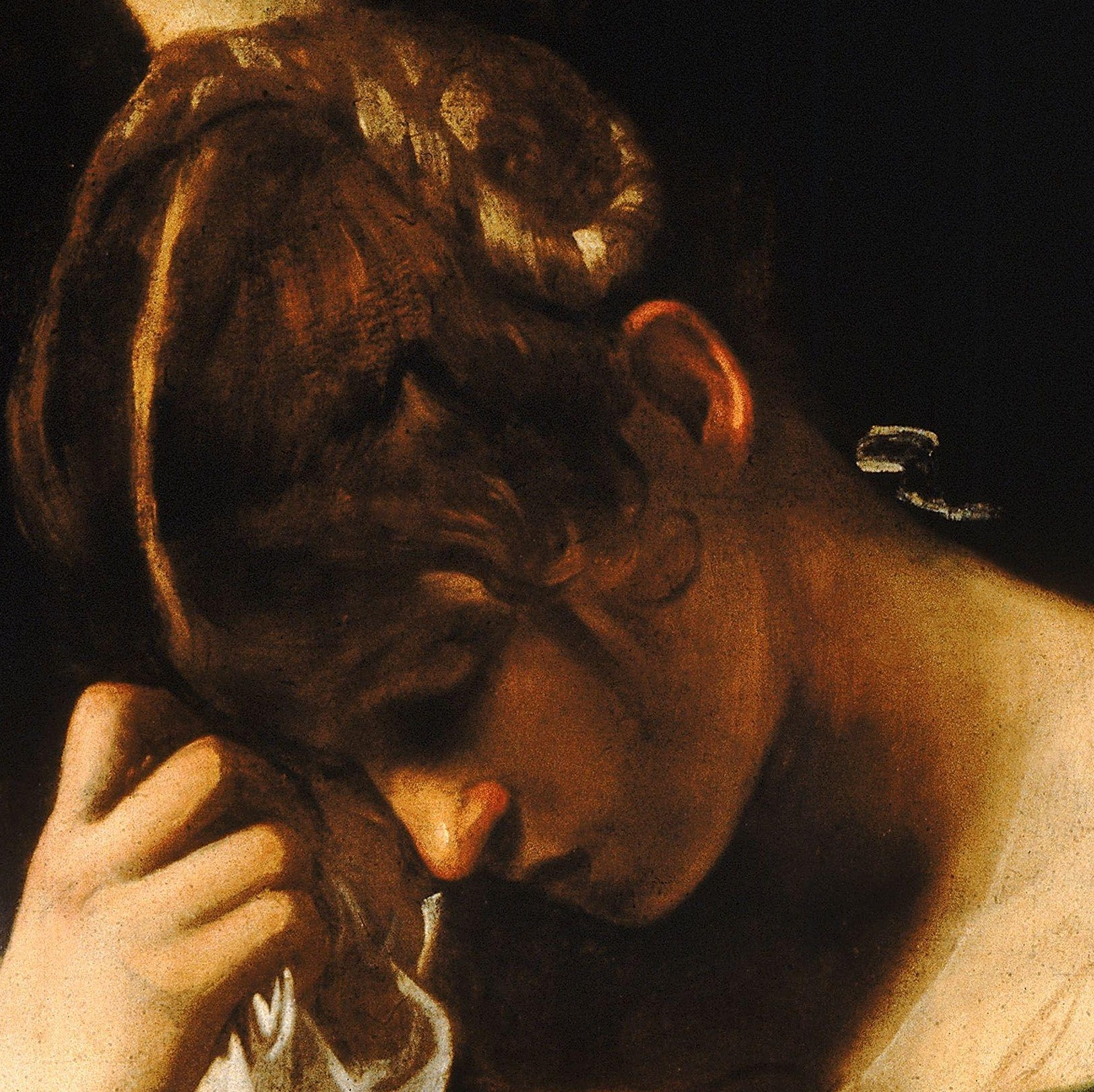
Marie Madeleine dans la Mise au tombeau.
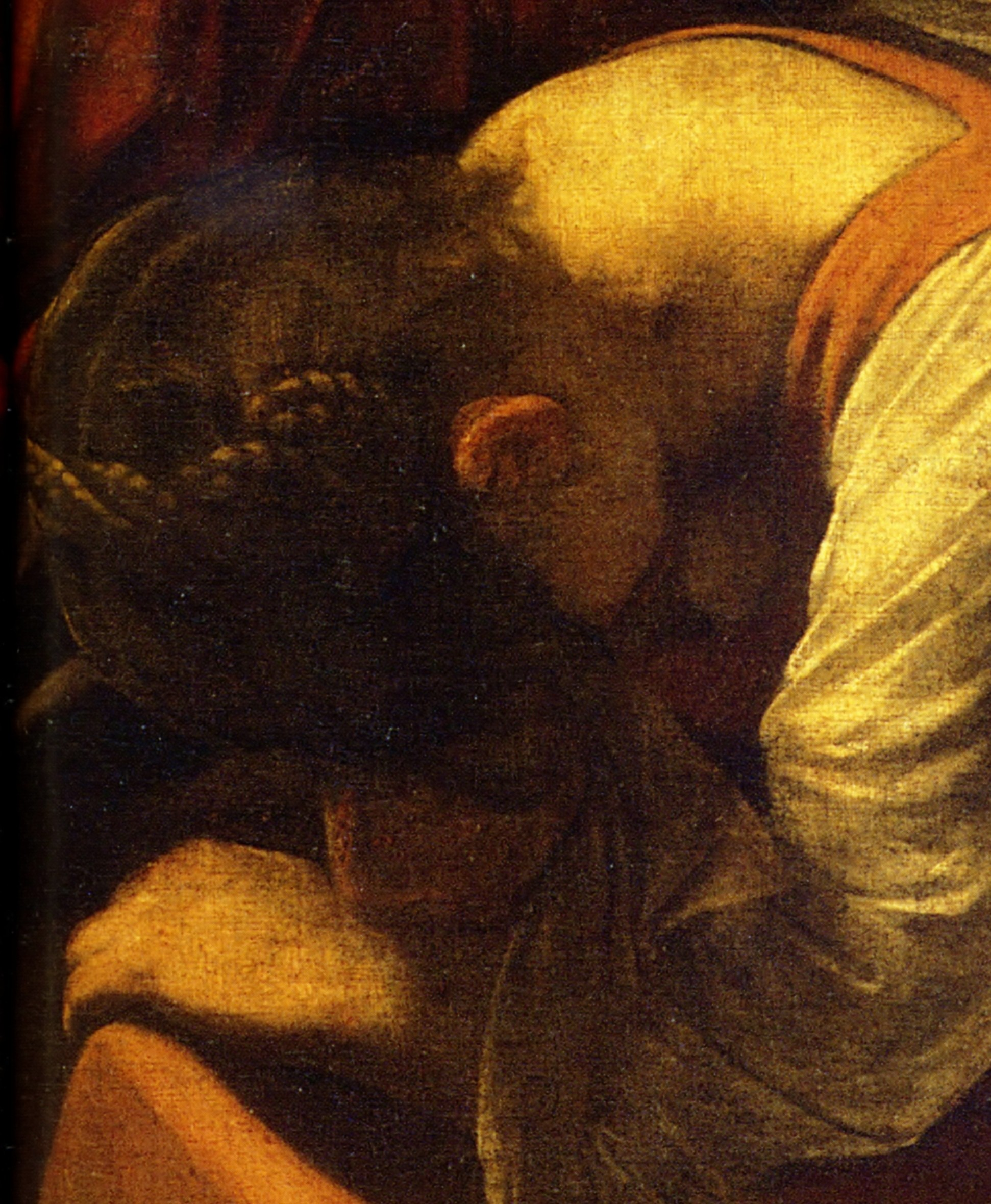
Marie Madeleine dans la Mort de la Vierge (1606, musée du Louvre).

Sans doute le traitement du thème l'incite-t-il également à une forme de mise en scène assez figée qui correspond à la liturgie de la messe et singulièrement de l'élévation qui, sous un pareil tableau d'autel, ferait aligner l'hostie consacrée avec le corps peint du Christ : le niveau de la pierre tombale coïncide en effet avec la tête du prêtre officiant, ce qui ne peut que maximiser l'impact du rituel sacramentel de l'Eucharistie. Ainsi, Thomas Glen compare le geste de la Madone à celui du prêtre lors de la consécration de l'hostie,.

## Réception et influence

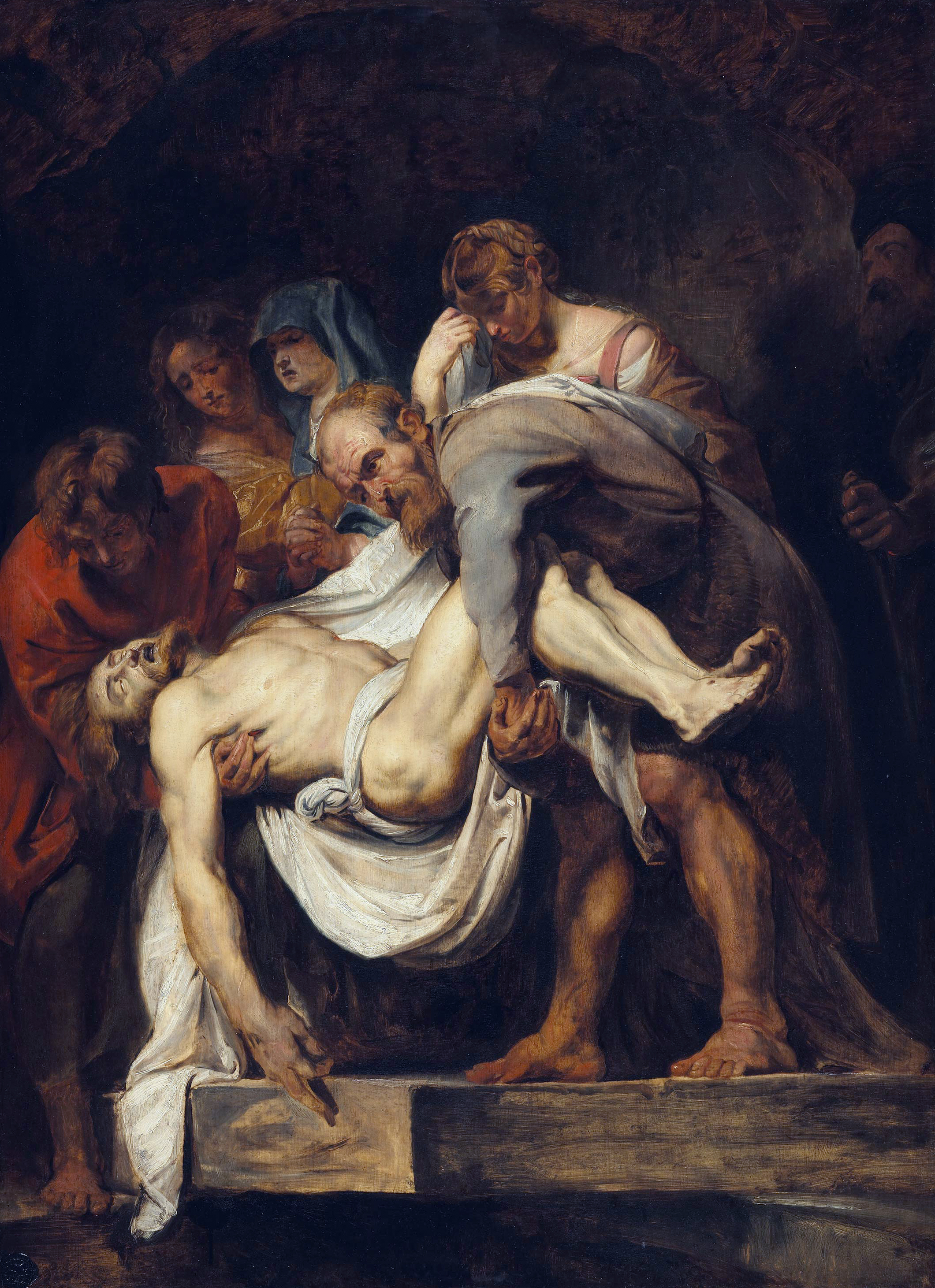
Rubens produit entre 1612 et 1614 l'une des nombreuses copies et interprétations de la Mise au tombeau. Musée des beaux-arts du Canada, Ottawa.

La Mise au tombeau rencontre un grand succès et marque immédiatement les esprits. C'est l'une des œuvres où Caravage manifeste le plus puissamment sa connaissance parfaite de la tradition du retable d'autel. Lorsque Bellori écrit son célèbre recueil biographique quelques décennies plus tard, il porte le jugement suivant : « de toutes les œuvres qui naquirent du pinceau de Michele [Merisi], l'on range à juste titre parmi les meilleures la Mise au tombeau ». L'historien de l'art Alfred Moir souligne que c'est la seule toile de la maturité du peintre à bénéficier d'une approbation critique unanime ; et des dizaines de copies en sont d'ailleurs connues. Des peintres aussi notables que Rubens et plus tard Fragonard, Géricault et Cézanne exécutent eux-mêmes des copies de ce tableau. Même les milieux académiques du XIXe siècle, qui témoignent d'une profonde incompréhension de la peinture caravagesque, s'attachent à louer l'unité et la puissance expressive de cette œuvre. Le peintre Jacques-Louis David, souvent influencé par Caravage, s'inspire largement du Christ de la Mise au tombeau pour son Marat assassiné.
L'expert Roberto Longhi s'appuie sur ces reprises pour souligner les qualités propres à l'art de Caravage, y compris dans ses capacités à détourner bon nombre de codes : « La main sur le torse du Christ appartient-elle au Christ lui-même ou à saint Jean ? Il est significatif que Rubens, dans sa traduction, ait supprimé cet admirable détail. » Et, en réplique à certaine critique portant sur la gestuelle théâtrale de Marie de Cléophas : « Comment ne pas reconnaître que les deux mains en l'air de la Marie de Cléophas se consument, dans le bahut brunâtre que forme l'air, comme deux écailles de nacre, et que Caravage avait justement besoin de ces deux appoggiatures lumineuses pour détendre le groupe penché sur la pierre, le délier de son aspect plastique de haut-relief coloré en terre cuite […] comme Cézanne l'a bien compris […] »
Le tableau fait partie des prises de guerre de Bonaparte à l'issue de sa première campagne d'Italie en 1797 : il est alors emporté à Paris où il est exposé au musée du Louvre — nommé à l'époque « musée Napoléon ». Il est rapporté à Rome en 1815 à , pour être installé au Vatican où il est encore aujourd'hui. L'église de la Chiesa Nuova abrite à la place une bonne copie du XVIIIe siècle signée par l'Autrichien Michael Köck,.
Désormais l'un des joyaux des collections de la pinacothèque vaticane, la Mise au tombeau est occasionnellement prêtée à l'étranger, où elle constitue alors une pièce maîtresse d'expositions extraordinaires comme aux écuries du Quirinal à Rome en 2010, au Prado de Madrid en 2011 ou à la galerie Tretiakov de Moscou en 2017.
La peinture fait partie du musée imaginaire de l'historien français Paul Veyne, qui le décrit dans son ouvrage justement intitulé Mon musée imaginaire.